# Amin Affane
Amin Tareq Affane (tiếng Ả Rập: أمين طارق عفان; tiếng Thụy Điển: [aˈmɪn aˈfan]; sinh 21 tháng 1 năm 1994) là cầu thủ bóng đá người Thụy Điển gốc Maroc đang thi đấu cho AIK.

## Sự nghiệp câu lạc bộ

### Lärje-Angereds IF
Affane, khi đó đang thi đấu cho đội Hạng Ba Lärje-Angereds IF, đồng ý gia nhập Chelsea vào tháng 1 năm 2010, rời Lärje-Angereds IF tới Luân Đôn trước lời mời của nhiều câu lạc bộ lớn của châu Âu gồm có AC Milan, Juventus, Real Madrid, Manchester United và Manchester City.

### Chelsea
Anh đã bở lỡ phần lớn năm đầu tiên ở Anh do chấn thương, nhưng đã trở lại vào cuối mùa và có các trận đấu cho đội U-18. Anh ra mắt đội dự bị vào tháng 4 năm 2011.

#### Cho mượn tại Roda JC
Ngày 30 tháng 8 năm 2012, Affane ký hợp đồng cho mượn một năm tại Roda JC.

#### Energie Cottbus
Ngày 27 tháng 5 năm 2013, Affane ký hợp đồng ba năm với Energie Cottbus. Sau khi Cottbus xuống hạng 2. Bundesliga cuối mùa 2013–14, anh ký hợp đồng với VfL Wolfsburg II.

#### AIK
Ngày 5 tháng 1 năm 2016, Affane ký hợp đồng ba năm với đội bóng Thụy Điển AIK Stockholm.

## Sự nghiệp quốc tế
Affane đã thi đấu cho đội U17 và U19 Thụy Điển. Anh cũng có thể đá cho Maroc.

## Thống kê

### Câu lạc bộ
Tính đến 14 tháng 7 năm 2016
| Câu lạc bộ        | Câu lạc bộ     | League | League | Cup           | Cup           | Cúp khác  | Cúp khác  | Châu lục | Châu lục | Tổng | Tổng |
| Câu lạc bộ        | Mùa giải       | Trận   | Bàn    | Trận          | Bàn           | Trận      | Bàn       | Trận     | Bàn      | Trận | Bàn  |
| Hà Lan            | Hà Lan         | League | League | KNVB Cup      | KNVB Cup      | Cúp khác1 | Cúp khác1 | UEFA     | UEFA     | Tổng | Tổng |
| ----------------- | -------------- | ------ | ------ | ------------- | ------------- | --------- | --------- | -------- | -------- | ---- | ---- |
| Roda JC (mượn)    | 2012–13        | 15     | 1      | 1             | 0             | 0         | 0         | 0        | 0        | 16   | 1    |
| Đức               | Đức            | League | League | DFB-Pokal     | DFB-Pokal     | Cúp khác  | Cúp khác  | UEFA     | UEFA     | Tổng | Tổng |
| Energie Cottbus   | 2013–14        | 9      | 2      | 0             | 0             | –         | –         | –        | –        | 9    | 2    |
| VfL Wolfsburg II  | 2014–15        | 22     | 12     | –             | –             | –         | –         | –        | –        | 22   | 12   |
| Arminia Bielefeld | 2015–16        | 8      | 0      | 0             | 0             | –         | –         | –        | –        | 8    | 0    |
| Thụy Điển         | Thụy Điển      | League | League | Svenska Cupen | Svenska Cupen | Cúp khác  | Cúp khác  | UEFA     | UEFA     | Tổng | Tổng |
| AIK               | 2016           | 5      | 0      | 3             | 1             | –         | –         | 2        | 1        | 10   | 2    |
| Toàn sự nghiệp    | Toàn sự nghiệp | 59     | 15     | 4             | 1             | 0         | 0         | 2        | 1        | 65   | 17   |

1Bao gồm Johan Cruijff Shield.

## Danh hiệu

### Câu lạc bộ
Trẻ Chelsea
- FA Youth Cup: 2011–12